# ۵۲۳ (قمری)
۵۲۳ (قمری)، پانصد و بیست و سومین سال در گاهشماری هجری قمری است. اول محرم این سال برابر با اول ژانویه سال ۱۱۲۹ میلادی است.